# Guerras del helado de Glasgow

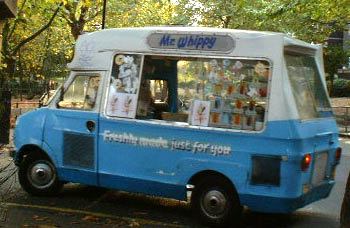
Furgonetas de helado similares a esta, anuncian su llegada a las paradas a lo largo de sus recorridos con repiques musicales, tocados en altavoces

Las Guerras del Helado de los 80s fueron guerras territoriales entre organizaciones criminales rivales que vendían drogas y bienes robados desde furgonetas de helado en el extremo este de Glasgow, Escocia.  Los operadores de furgoneta estuvieron implicados frecuentemente en tácticas de intimidación y violencia, el ejemplo más notable implicó a un conductor y su familia quienes fueron asesinados en un incendio provocado que resultó en una batalla legal de veinte años. Los conflictos generaron indignación pública extendida, y le ganó a la policía de Strathclyde el apodo de "Equipo de Repiques Serios" (un juego de palabras refiriéndose al Equipo de Delitos Serios) por su percibido fracaso al abordarlos.

## Conflictos
En los 80s en Glasgow, varios vendedores de helado vendieron también drogas y bienes robados a lo largo de sus rutas, utilizando las ventas de helado como fachada. Una guerra territorial estalló entre estos vendedores relacionada con la competición en ésta actividad ilegal, incluyendo intimidación de operadores de furgonetas de helado rivales. Durante el conflicto, vendedores rivales saquearon mutuamente sus furgonetas de helado y dispararon con escopetas a los parabrisas de los vehículos.
El pico de la violencia vino el 16 de abril de 1984 con el asesinato de seis miembros de la familia Doyle en un incendio provocado en el barrio de Ruchazie. Andrew Doyle de 18 años, apodado "Fat Boy", era un conductor de la empresa Marchetti ,que se había resistido a las intimidaciones para distribuir drogas e intentos de tomar su ruta – resistencia que ya lo había llevado a recibir un disparo de un agresor no identificado, a través del parabrisas de su furgoneta.
Otro intento de intimidación fue planeado en contra de Doyle. A las 02:00, la puerta fuera del apartamento del último piso en Ruchazie, donde Doyle vivía con su familia fue rociada con gasolina y prendida en fuego. Los miembros de la familia Doyle, y tres huéspedes adicionales que pasaban la noche, estaban dormidos en ese momento. El incendio resultante mató a cinco personas, con un sexto muriendo más tarde en hospital: James Doyle, de 53 años; su hija Christina Halleron, de 25; su hijo de 18 meses Mark; y tres de los hijos de Señor Doyle, James, Andrew (el objetivo de la intimidación), y Tony, de 23, 18, y 14 años respectivamente.

## Caso judicial
| - 1984: Campbell y Steele son condenados. - 1989: La primera apelación falla. - 1992: Love declara que mintió bajo juramento. - 1993: Steele escapa de prisión y escenifica una protesta pegándose a las barandillas exteriores del Palacio de Buckingham. - 1993: Steele escenifica una protesta en el techo de la casa de su madre estando bajo licencia de la prisión. - 1997: El Secretario de Estado para Escocia Michael Forsyth concede libertad provisional a Campbell y Steele, a espera de una segunda apelación. - Febrero 1998: Campbell y Steele regresan a prisión cuándo tres de los jueces del Tribunal de Apelación llega a una decisión dividida. - Diciembre 1998:El Secretario escocés Donald Dewar rechaza una petición para referir el caso al tribunal de apelación otra vez. - Julio 2000: La Revisión de Casos Criminales escocesa va a corte para pedir todos documentos de la Corona. - Noviembre 2001: La Revisión de Casos Criminales escocesa refiere el caso al tribunal de apelación una tercera vez. - Diciembre 2001: Campbell y Steele son liberados otra vez por el Secretario de Justicia , Lord Gill, a espera del resultado de la apelación. - March 2004:Las condenas de Campbell y Steele son anuladas por el Tribunal de Apelación Criminal en Edimburgo. |

La consiguiente indignación pública tras las muertes fue considerable. La policía de Strathclyde  arrestó a varias personas los meses siguientes, finalmente acusando a seis. Cuatro fueron juzgados y condenados por las ofensas relacionadas con las intimidaciones. Los dos restantes, Thomas "T C" Campbell y Joe Steele, fueron juzgados por los asesinatos, condenados unánimemente (la unanimidad no es requerida en Escocia) y sentenciados a encarcelamiento de por vida, del cual tendrían que servir no menos de veinte años según la recomendación del juez. Campbell también fue condenado por separado  (otra vez con un veredicto unánime) por su implicación en un anterior ataque de escopeta, y sentenciado a servir diez años en prisión por éste delito.
Lo que derivó fue una batalla legal de veinte años por parte de Campbell y Steele, una de las más polémicas de la historia legal escocesa, y, en palabras posteriores del abogado de Campbell, Aamer Anwar, "veinte años de huelgas de hambre, fugas de la prisión, manifestaciones, presión política, confinamiento solitario, golpizas, y lucha legal tras lucha legal".
El caso de La Corona contra Campbell y Steele se apoyó en tres piezas de evidencia:
- Un testigo, William Love, declaró que había escuchado a Campbell, Steele y otros en un bar hablando de cómo le enseñarían a "Fat Boy" Doyle una lección, prendiendo fuego a su casa.
- La policía declaró que Campbell había hecho una declaración, grabada por cuatro agentes, "sólo quise disparar a [las ventanas de] la furgoneta. El fuego en casa de "Fat Boy" es era sólo un intento de intimidación que se pasó de la raya."
- La policía declaró que un mapa A-Z de Glasgow fotocopiado, en qué la casa Doyle en Bankend St. estaba marcada con una X, fue encontrado en el piso de Campbell.

Según la Corona, Campbell era un hombre con antecedentes de violencia, ya habiendo servido tiempo en prisión en los 70s y principios de los 80s, se había introducido en el negocio de furgonetas de helado en 1983 y había sido un entusiasta de proteger su "Patch" contra la empresa rival Marchetti; Steele era su cómplice y fue reclutado para ayudar con el trabajo sucio en la campaña de violencia prevista por Campbell contra conductores y furgonetas de Marchetti .
La defensa rechazó la evidencia de la Corona durante el juicio de veintisiete días,  después Campbell continuó afirmando haber sido "inculpado" por Love y la policía. Campbell describió a Love durante el juicio como "un desperado" que estaba dispuesto a ser un testigo, apuntando con el dedo a(en palabras de Campbell) "cualquiera de nosotros" para evitar él, ir a prisión, habiendo sido concedido libertad bajo fianza en intercambio por su testimonio. Campbell negó haber hecho tal declaración a la policía como se había dicho, afirmó que la policía había plantado el mapa en su casa, y reclamó que al ser arrestado   y llevado a la estación de policía de la Calle Baird , un agente de policía le había dicho, "Aquí es donde inculpamos. Te voy a clavar a la pared." Declaró que al momento del incendio se encontraba en casa con su mujer. Steele También dio una coartada para el momento del incendio.
Después de la condena, Campbell y Steele intentaron revocar sus condenas en 1989, pero fallaron. Varios años más tarde, en 1992, los periodistas Douglas Skelton y Lisa Brownlie escribieron el libro  Frightener, sobre los conflictos y el juicio. Entrevistaron a Love, quién declaró, y más tarde firmó una declaración jurada, que había mentido bajo juramento. En palabras de Love: "Lo hice porque convenía a mis propios intereses egoístas. La explicación a por qué  di evidencia es ésta: La policía me presionó para dar evidencia contra Campbell, quién claramente creyeron era culpable de causar el incendio en casa de Doyle."
Como resultado, tanto Campbell y Steele emprendieron campañas de protestas para intentar publicitar sus casos. Steele huyó de prisión varias veces, para hacer manifestaciones de alto perfil, incluyendo una protesta  en el techo y pegándose a las puertas del Palacio de Buckingham. Campbell protestó dentro de la prisión HM Barlinnie, haciendo una huelga de hambre, rechazando cortar su cabello, y haciendo un documental. Después de un prolongado argumento legal, el Secretario de Estado por Escocia refirió el caso al tribunal de apelación, concediendo a Campbell y Steele la libertad provisional a espera de su resultado.
La apelación falló cuándo los tres jueces llegaron a una decisión dividida sobre si la evidencia fresca en relación con el testimonio de Love (y relacionada con una declaración potencialmente exculpatoria hecha a la policía por la hermana de Love, la cual no había sido revelada a la defensa en el juicio)  habría afectado significativamente el resultado del juicio original y debería ser tenida en cuenta. Tanto Lord Cullen como Lord Sutherland opinaron en contra, con Lord McCluskey disintiendo. Campbell y Steele  regresaron a prisión.
La batalla legal continuó. Una petición posterior se presentó al Secretario Escocés pidiendo que el caso volviera al Tribunal de Apelación. Donald Dewar rechazó referir el caso, porque no "creía que hubieran presentado bases para regresar del caso al tribunal de apelación". Los abogados de Campbell y Steele llevaron el caso a la entonces recientemente creada Comisión de Revisión de Casos Criminales de Escocia, la cual tomó el caso.
La Comisión primero solicitó y recibió material de la Oficina de La Corona. Después recurrió a los tribunales para obtener más documentación relacionada al caso , incluyendo correspondencia del gobierno. La Corona luchó contra la liberación de los documentos, en base a que la Comisión no había justificado haber obteniendo acceso al papeleo, y a que los documentos eran de la misma categoría de los que ya había negado el acceso el Jefe Ejecutivo del Departamento de Justicia a la Comisión. Lord Clarke falló a favor de la Comisión concediendo acceso a los documentos, declarando que "La comisión [tiene] una obligación estatutaria de llevar a cabo una plena investigación independiente e imparcial sobre los supuestos errores judiciales" y que "la Legislación bajo la cual [actúa] fue claramente diseñada para dar los poderes más amplios para desempeñar aquel deber."

### Apelación
La Comisión decidió que el caso tendría que ser referido nuevamente al tribunal de apelación. Pendiente el resultado el Secretario de Justicia, Lord Gill, concedió a Campbell  y Steele libertad provisional una segunda vez.
Tres años más tarde, la apelación fue presentada al tribunal de apelación, y tuvo éxito. Lord Gill, Lord MacLean, y Lord Macfadyen anularon las condenas a raíz de oír la nueva evidencia y debido a lo que declararon, una mala dirección del jurado por parte del juez en el juicio original. El Dr. Gary Macpherson, un asesor y psicólogo clínico forense instruido por la Corona, cuestionó la validez ecológica de los estudios de laboratorio, aun así la nueva evidencia, la cual no fue rebatida por la Corona, provino de Brian Clifford, un profesor de psicología cognitiva, quién testifico que la recolección de la declaración de Campbell por los cuatro agentes de policía en el tiempo del primer juicio era "demasiado exacta", centrado en una frase idéntica de 24 palabras qué se presentaba en cada informe: "sólo quise disparar a [las ventanas de] la furgoneta. El fuego en casa de "Fat Boy" es era sólo un intento de intimidación que se pasó de la raya." Clifford había realizado un estudio en donde puso a prueba a personas de Escocia e Inglaterra en su capacidad de recordar una declaración que oyeron recientemente. Sus resultados fueron que las personas sólo recordaban entre 30% y 40% de las palabras que realmente oyeron, y que la puntuación más alta obtenida por cualquiera en el experimento en una frase de 24 palabras era 17 palabras de las 24 que utilizó. Declaró que estos resultados " sugerían fuertemente que no sería en absoluto probable" que los agentes fueran capaces de grabar la declaración de Campbell "en términos tan similares" sin haber comparado o colaborado en sus testimonios. Los jueces de apelación concluyeron que "cualquier jurado que hubiera oído la evidencia del Profesor Clifford habría evaluado la evidencia de los agentes policiales que realizaron el arresto, en una luz enteramente diferente" y que la evidencia "es de tal importancia que los veredictos del jurado, habiendo sido emitidos en desconocimiento de él, debe ser considerado como un error judicial". Campbell (representado por Maggie Scott QC) y Steele fueron liberados.
El juez de instrucción original, Lord Kincraig, quién había dicho a Campbell y a Steele durante el juicio original, que les consideraba  "hombres viciosos y peligrosos", al momento con 80 años y estando retirado ya por 18 años, habló en contra del veredicto de la corte de apelación días después, declarando que no podía "aceptar que hubiera una conspiración entre la policía". En el juicio original  había instruido al jurado que creer las afirmaciones de Campbell y Steele era aceptar que "no uno o dos o cuatro sino un número grande de detectives han venido aquí intencionalmente a cometer perjurio, para construir un caso falso en contra de una persona acusada" y aceptar la implicación de que ha habido una conspiración por agentes policiales de "la clase mas seria y siniestra" para " "cargar" al acusado erróneamente con los delitos de homicidio intento de homicidio, y un homicidio de una naturaleza horrenda". Después de que las condenas se anularan,  criticó al tribunal de apelación por "[usurpar] la función del jurado" en que "[La] función del jurado es decidir cuestiones de hecho, no de ley" y que el tribunal de apelación "parece haber dicho que la evidencia no es creíble, el cual es competencia del jurado. Aquello es una decisión de hecho. El tribunal de apelación ha decidido de hecho que el jurado estaba mal."
Campbell pidió una nueva investigación del asesinato de la familia Doyle, acusando a Tam McGraw tanto de los asesinatos originales como de instigar una campaña de más de 20 años para asegurar que Campbell siguiera en prisión y fuera silenciado, incluyendo repetidos intentos durante la vida de Campbell. Pero analistas consideraron improbable que una nueva investigación fuera lanzada a raíz de las condenas anuladas y la nueva evidencia que había sido presentada desde el juicio original. Esto en parte porque los reclamos de Campbell en contra de un hombre a quien se consideraba que odiaba fueron vistos con escepticismo (su apuñalamiento en 2002 se creyó al momento, ser parte de una larga disputa entre los dos hombres), y en parte porque dos agentes de policía quién había estado fuertemente implicados en el caso ya habían muerto: El Detective Superintendente Norrie Walker en 1988, y el Detective Superintendente en Jefe Charles Craig, cabeza del Departamento de Investigación Criminal al momento de los asesinatos, en 1991.

## Desarrollo posterior
Thomas "TC" Campbell murió en junio de 2019.
  

## Lectura relacionada
- Douglas Skelton and Lisa Brownlie (18 de septiembre de 1992). Frightener: Glasgow Ice Cream Wars. Mainstream Publishing. ISBN 1-85158-474-9.
- «Glasgow "ice cream war" case». The Scotsman. –  Índice de  la cobertura de The Scotsman sobre el caso  "Guerras del helado de Glasgow" .
- Robin Johnston (June 2004). «Ice cream verbals». p. 22. — un estudio detallado de la investigación y testimonio de Clifford, su análisis durante la audiencia de apelación, sus consecuencias, y varios casos relacionados.
- David Leslie (October 2002). "Crimelord: The Licensee": The True Story of Tam McGraw. Black and White Publishing. ISBN 1-84596-166-8. – McGraw fue arrestado en un momento por el asesinato de la familia Doyle.
- Robert Jeffrey (October 2002). Gangland Glasgow: True Crime from the Streets. Black and White Publishing. ISBN 1-902927-59-1.
- Tom Wall (February 2003). «Justice on Ice». Socialist Review. Archivado desde el original el 5 de febrero de 2012. Consultado el 14 de enero de 2022.
- T. C. Campbell and Reg McKay (11 de abril de 2002). Indictment: Trial by Fire. Canongate Books Ltd. ISBN 1-84195-235-4. – Relato de Campbell sobre su juicio y posterior arresto.